# Lago Todža
Il lago Todža (in russo Тоджа́?) o Azas (Азас) è un lago della Russia, situato nel Todžinskij kožuun della Repubblica di Tuva.
Il lago si trova nella parte occidentale del bacino del Todža ad un'altezza di 944 m sul livello del mare. La superficie è di 51,5 km². La forma è irregolare e si allunga verso nord-est. È lungo 16-17 km e largo 5-7 km. La costa è moderatamente frastagliata e presenta numerose baie poco profonde. L'area del bacino idrografico è di 2 760 km². Appartiene al bacino dell'Enisej.
L'immissario è il fiume Azas, mentre l'emissario è il Toora-Chem, affluente del Bol'šoj Enisej). Nel lago si trovano 7 isole, con una superficie complessiva di circa 5 km². La più estesa è l'isola di Chaara, lunga circa 1,5 km.